# Viry-Noureuil

Viry-Noureuil este o comună în departamentul Aisne din nordul Franței. În 1 ianuarie 2022 avea o populație de 1.682 de locuitori.